# MOL Aréna
Die MOL Aréna ist ein Fußballstadion in der slowakischen Stadt Dunajská Streda. Es ist die Heimspielstätte des Fußballvereins DAC Dunajská Streda. Seit 2017 trägt die Anlage den Sponsorennamen des ungarischen Mineralölunternehmens MOL. 

## Geschichte
Die Haupttribüne wurde in den 1980er Jahren gebaut und 1985 zur Spartakiade fertiggestellt. Die Osttribüne und die Tribünen mit Stehplätzen wurden in den Jahren 1987 bis 1989 gebaut. Der Eigentümer des Stadions ist die Stadt, das Spielfeld ist 105 Meter lang und 68 Meter breit. Die Beleuchtungsstärke der Flutlichtanlage betrug 1100 Lux. Die Kapazität des Stadions lag 1991 bei 16.400 Besuchern, davon 3410 auf Sitzplätzen. Einige Quellen sprachen auch von einer Kapazität von nur 6000 Zuschauern. Im Oktober 2010 war das Stadion für etwa zwei Wochen gesperrt, aufgrund der Installierung einer Videoüberwachungsanlage. Das Stadion wird auch mit dem Konflikt zwischen Ungarn und der Slowakei in Verbindung gebracht.
Von 2015 bis 2019 wurde das Stadion in mehreren Phasen in ein modernes Fußballstadion umgebaut. Es bietet 12.700 Plätze, davon 1458 V.I.P.-Sitze (inklusive 180 Plätze in 13 Logen) sowie 175 Plätze für die Journalisten und 696 Plätze für die Gästefans.
Das Stadion ist eine von acht Spielstätten der U-21-Fußball-Europameisterschaft 2025.

## Galerie

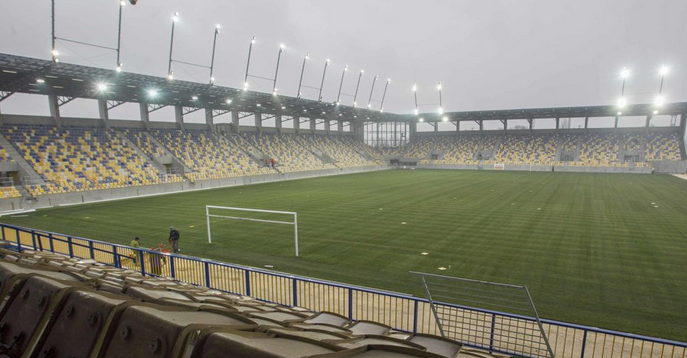
Das Stadion 2016
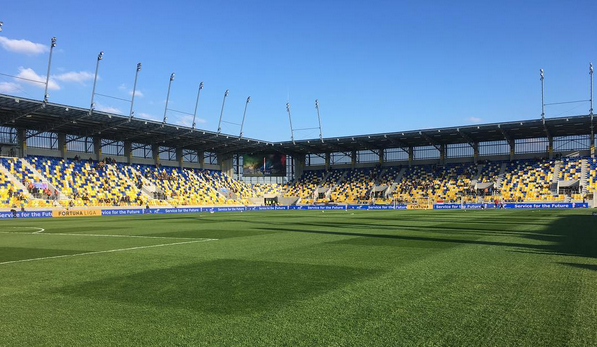
2017